# Ward Lascelle

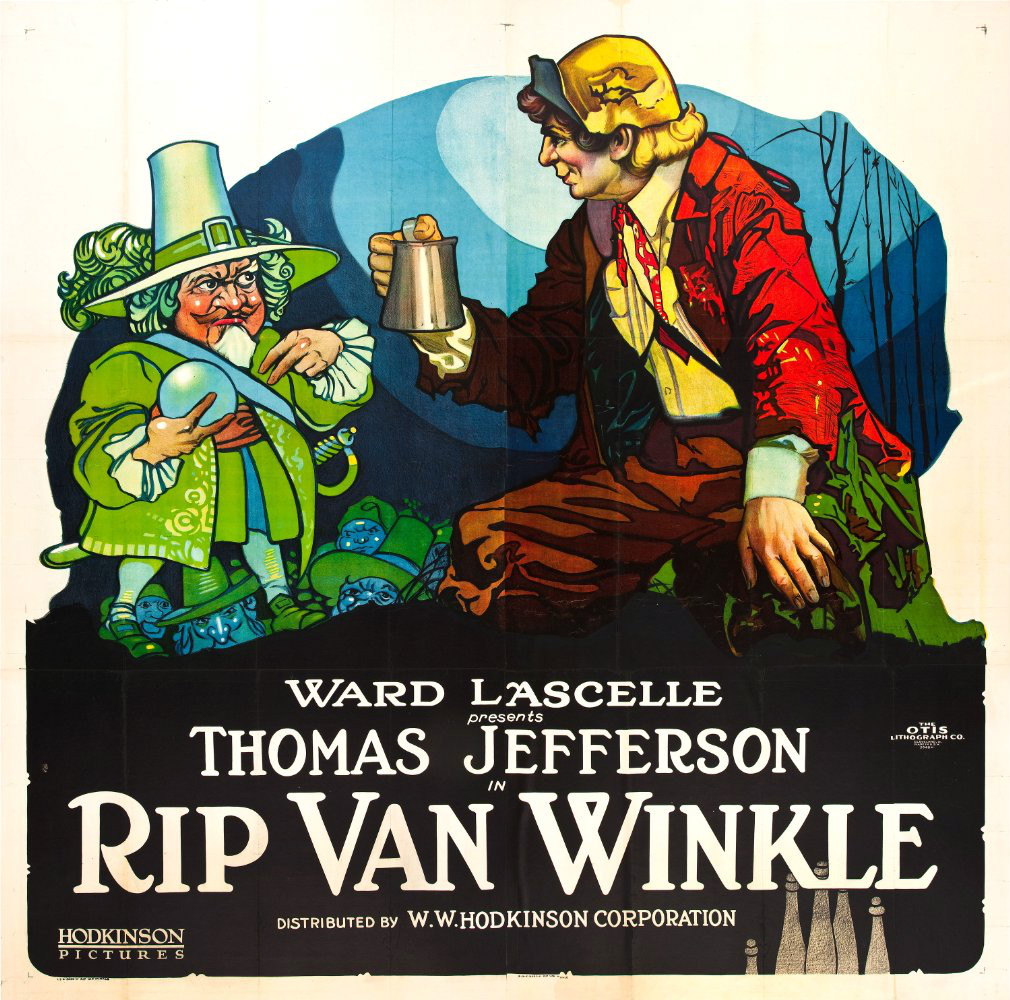
Affiche du film Rip Van Winkle de 1921 réalisé par Ward Lascelle avec Thomas Jefferson.

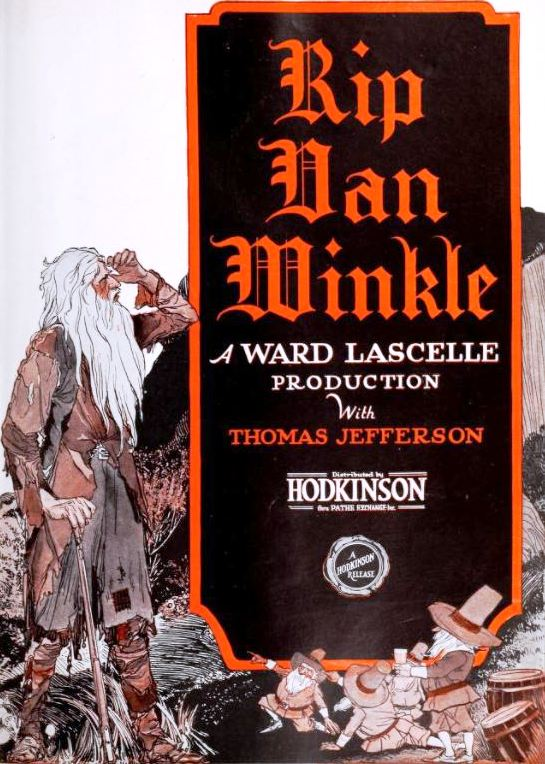
Publicité pour le film de 1921 dans lExhibitors Herald.

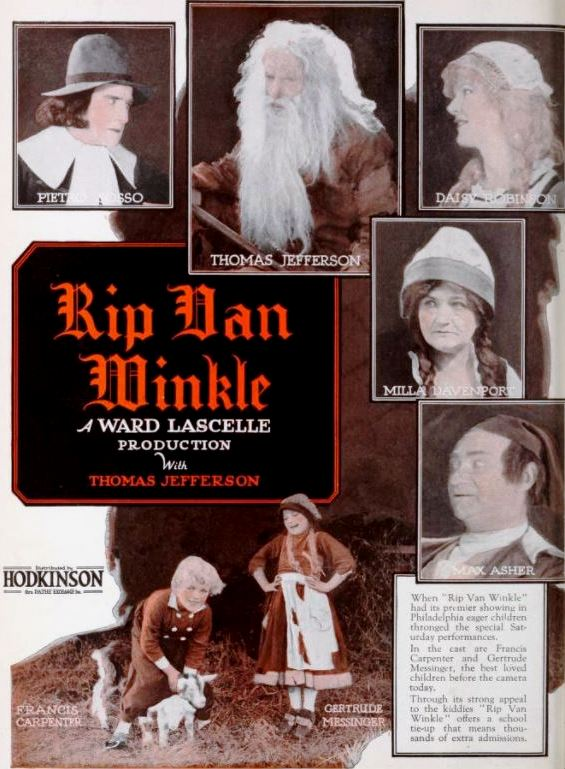
Publicité pour le film de 1921 dans lExhibitors Herald.

Ward Lascelle est un producteur et réalisateur américain né le 14 décembre 1882 en Dakota du Sud (États-Unis), décédé le 19 janvier 1941 à Los Angeles (Californie).

## Filmographie

### comme producteur
- 1921 : Rip Van Winkle
- 1923 : Mind Over Motor
- 1924 : Western Grit
- 1924 : Ridin' Fool
- 1924 : The Lone Hand Texan
- 1925 : Two Fisted Thompson
- 1925 : Western Promise
- 1925 : Range Vultures
- 1927 : I'll Be There

### comme réalisateur
- 1920 : Uneasy Feet
- 1921 : Rip Van Winkle
- 1922 : Affinities
- 1923 : Mind Over Motor